# Кровопусково (Смоленская область)
Кровопусково — упразднённая деревня Ярцевского района Смоленской области России. Входило в Михейковское сельское поселение.

## География
Высота над уровнем моря: 229 метров.

## История
Деревня Кровопусково во время Великой Отечественной войны находилось на оккупированной территории. Освобождена во время Смоленской наступательной операции силами 101-я танковой дивизии 19-й армии в сентябре 1943 года.